# エスタディオ・ニド・デ・ロス・アギラス
エスタディオ・ニド・デ・ロス・アギラス（西: Estadio Nido de los Águilas）は、メキシコのバハ・カリフォルニア州メヒカリにある野球場。同国冬季リーグ "リーガ・メヒカーナ・デル・パシフィコ"（LMP）のアギラス・デ・メヒカリが、同リーグ参戦初年度となる1976-77シーズン序盤の1976年10月14日に初の公式戦を開催して以来、現在まで本拠地球場としている。球場は同州が所有しており、2012年には当時の州知事ホセ・グアダルーペ・オスナ・ミジャンによって、アギラスに20年の無償使用権が与えられた。"ニド・デ・ロス・アギラス" は「鷲の巣」の意。
LMPは1945年にソノラ州とシナロア州の4球団で "リーガ・デ・ラ・コスタ・デル・パシフィコ" として発足し、一時は両州の名を冠して "リーガ・インベルナル・ソノラ＝シナロア" と名乗った時期もあった。創設80季目の2024-25シーズンも、10球団中7球団がその2州を本拠地とする球団で占められている。アギラスの本拠地都市メヒカリはその2州のさらに西、バハ・カリフォルニア州にあり、最も近いナランヘーロス・デ・エルモシージョの本拠地都市ソノラ州エルモシージョからも道路距離で約700km離れて位置している。このように当球場はLMPの重心から隔絶した都市にありながら、カリブ海沿岸国・地域の冬季リーグ王者が集う国際大会 "カリビアンシリーズ" の開催地に、2009年・第51回大会と2025年・第67回大会の2度選ばれている。2009年大会は、12度目のメキシコ開催にして初めて前述2州以外で行われる大会となった。それから16年後の2025年大会では、開催国メキシコ代表チームが出場しない昼間の試合でも球場収容人員の3分の2程度に相当する1万2000人超が平均で入り、例年にない高い動員力を示した。当球場はまた、2016年3月に開催された第4回ワールド・ベースボール・クラシック（WBC）予選2組でも会場になっている。
球場名は以下の通り、命名権契約によりたびたび変更されている。当球場は、命名権取引により名称を変更したメキシコ初の野球場である。
- エスタディオ・カサスGEO（西: Estadio Casas GEO）：住宅デベロッパーのカサスGEO（英語版）が命名権を取得。2006年にバハ・カリフォルニア州政府との契約に合意し、同社にとって同州内ではティフアナの市立公会堂（スペイン語版）に次ぐ命名権取得事例となる[10]。2009年2月の第51回カリビアンシリーズは、球場名がこのときに開催された[11]。
- エスタディオB'Air（西: Estadio B'Air）：家電機器業者のベセリルが命名権を取得し、同社が取り扱う空調設備の商標を冠する。2016年3月のWBC予選は、球場名がこのときに開催された[12]。
- エスタディオ・ファルマシアス・サンタ・モニカ（西: Estadio Farmacias Sta. Mónica）：製薬企業のファルマシアス・サンタ・モニカが命名権を取得。LMPの2019-20シーズン（スペイン語版）から球場名が変更される[13]。

これらの変遷を経て2021年9月、球場名がエスタディオ・ニド・デ・ロス・アギラスとなった。
球場名だけでなく設備も変遷している。2005年には座席を4,000席増設したが、その費用の支払いをめぐりアギラス球団オーナーのディオ・アルベルト・ムリーヨと債権者が揉め、12年におよぶ法廷闘争を経て2017年、当球場の電光掲示板が債権者に差し押さえられるという事件が起きた。2020年8月には観客の安全を考慮し、本塁裏のみを覆っていた防球ネットの範囲が両ダグアウトの上まで広げられた。また、2025年1〜2月の第67回カリビアンシリーズ前には総額1億2500万メキシコ・ペソ超の改修工事が実施され、座席・照明設備の増設や便所の改装などのほか、翼を思わせる意匠のファサードが新たに設えられた。
当球場一帯はスポーツ・コンプレックス "シウダ・デポルティーバ・デ・メヒカリ"（西: Ciudad Deportiva de Mexicali）となっており、駐車場を挟んで隣には陸上競技兼サッカー競技場や、バスケットボールのソレス・デ・メヒカリが本拠地とするアリーナ "アウディトリオPSF" なども位置している。